# Naurus parlament

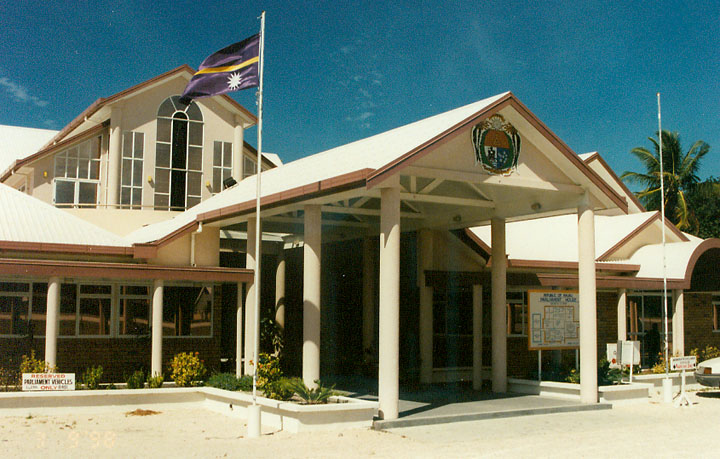
Parlamentshuset i Nauru

Naurus parlament, lokalt känt som Huset (the House), består av arton medlemmar, och träffas flera gånger i veckan. Senaste normala valet var 3 maj 2003.
Parlamentet upplöstes den 2 oktober 2004 av presidenten Ludwig Scotty, och parlamentet var inaktivt i tre veckor. Till dess hade parlamentsordföranden varit Russell Kun, och parlamentssekreterare Helen Bogdan. Från det följande valet 23 oktober 2004 har parlamentet varit fungerande, och parlamentsordförare är nu Vassal Gadoengin. Bogdan förblev parlamentssekreterare.
Då Gadoengin avled i december 2004, tog Valdon Dowiyogo över som parlmentsordförare. Gadoengins säte i parlamentet blev dock inte fyllt, och ett val väntades för detta år 2005.

## Medlemmar av Naurus parlament
| Valkrets | 3 maj 2003–1 oktober 2004 | från 24 oktober 2004   |
| -------- | ------------------------- | ---------------------- |
| Aiwo     | René Harris               | René Harris            |
| Aiwo     | Godfrey Thoma             | Godfrey Thoma          |
| Anabar   | Riddell Akua              | Riddell Akua           |
| Anabar   | Ludwig Scotty             | Ludwig Scotty          |
| Anetan   | Remy Namaduk              | Vassal Gadoengin (död) |
| Anetan   | Marcus Stephen            | Marcus Stephen         |
| Boe      | Kinza Clodumar            | Mathew Batsuia         |
| Boe      | Baron Waqa                | Baron Waqa             |
| Buada    | Lyn Adam                  | Lyn Adam               |
| Buada    | Vinson Detenamo           | Roland Kun             |
| Meneng   | Nimrod Botelanga          | Sprent Dabwido         |
| Meneng   | Dogabe Jeremiah           | Dogabe Jeremiah        |
| Ubenide  | David Adeang              | David Adeang           |
| Ubenide  | Derog Gioura              | Valdon Dowiyogo        |
| Ubenide  | Russell Kun               | Frederick Pitcher      |
| Ubenide  | Fabian Ribauw             | Fabian Ribauw          |
| Yaren    | Pres Ekwona               | Kieren Keke            |
| Yaren    | Kieren Keke               | Dominic Tabuna         |